# Siti produttivi della Chrysler
Questa lista contiene i siti produttivi della casa automobilistica Chrysler.

## Siti
VIN = Lettera identificativa presente nel numero serie veicolo
| Nazione               | Nome                       | Località         | Anno apertura | Produzione                                               | VIN |
| --------------------- | -------------------------- | ---------------- | ------------- | -------------------------------------------------------- | --- |
| Canada                | Brampton Assembly          | Brampton         | 1986          | nessuno                                                  | H   |
| Canada                | Etobicoke Casting          | Toronto          | 1942          | Pressofusione alluminio, pistoni                         |     |
| Canada                | Windsor Assembly           | Windsor          | 1928          | Chrysler Pacifica                                        | R   |
| Messico               | Saltillo Engine            | Ramos Arizpe     | 1981          | Chrysler Hemi (5.7, 6.2, 6.4) Stellantis Hurricane (2.4) |     |
| Messico               | Saltillo South Engine      | Saltillo         | 2010          | Motori Chrysler Pentastar (3.6)                          |     |
| Messico               | Saltillo Truck Assembly    | Saltillo         | 1995          | Ram                                                      | G   |
| Messico               | Saltillo Van Assembly      | Saltillo         | 2013          | RAM ProMaster                                            |     |
| Messico               | Toluca Car Assembly        | Toluca           | 1968          | Jeep Compass                                             | T   |
| Stati Uniti d'America | Belvidere Assembly         | Belvidere        | 1965          | Jeep Cherokee                                            | D   |
| Stati Uniti d'America | Dundee Engine              | Dundee           | 2002          | World Engine (2.0, 2.4) Tigershark (2.0, 2.4)            |     |
| Stati Uniti d'America | Indiana Transmission I     | Kokomo           | 1998          | Trasmissioni                                             |     |
| Stati Uniti d'America | Indiana Transmission II    | Kokomo           | 2003          | Trasmissioni                                             |     |
| Stati Uniti d'America | Jefferson North Assembly   | Detroit          | 1991          | Jeep Grand Cherokee Dodge Durango                        | C   |
| Stati Uniti d'America | Kokomo Casting             | Kokomo           | 1965          | Parti in alluminio                                       |     |
| Stati Uniti d'America | Kokomo Transmission        | Kokomo           | 1956          | Trasmissioni, blocchi motori                             |     |
| Stati Uniti d'America | Mack Avenue Engine Complex | Detroit          | 1916          | Motore Chrysler Pentastar (3.2, 3.6) Grand Cherokee L    |     |
| Stati Uniti d'America | Mount Elliott Tool and Die | Detroit          | 1938          | Attrezzature, stampaggio                                 |     |
| Stati Uniti d'America | Sterling Heights Assembly  | Sterling Heights | 1953          | Ram 1500                                                 | N   |
| Stati Uniti d'America | Sterling Stamping          | Sterling Heights | 1965          | Stampaggio metalli                                       |     |
| Stati Uniti d'America | Tipton Transmission        | Tipton           | 2014          | Trasmissioni                                             |     |
| Stati Uniti d'America | Toledo Machining           | Perrysburg       | 1967          | Sterzi e idroguide                                       |     |
| Stati Uniti d'America | Toledo Supplier Park       | Toledo           | 1942          | Jeep Wrangler Jeep Wrangler Unlimited Jeep Gladiator     | L   |
| Stati Uniti d'America | Trenton Engine             | Trenton          | 1952          | Motore Chrysler Pentastar (3.0, 3.2, 3.6)                |     |
| Stati Uniti d'America | Warren Stamping            | Warren           | 1949          | Stampaggio metalli                                       |     |
| Stati Uniti d'America | Warren Truck Assembly      | Warren           | 1938          | Ram 1500 Classic Jeep Wagoneer Jeep Grand Wagoneer       | S   |
| Venezuela             | Carabobo Assembly          | Valencia         | 1968          | Jeep Cherokee Jeep Grand Cherokee Fiat Siena/Dodge Forza |     |

## Stabilimenti chiusi
| Nazione               | Nome                                      | Località                             | Anno apertura | Anno chiusura | Prodotto | Note |
| --------------------- | ----------------------------------------- | ------------------------------------ | ------------- | ------------- | --- | --- |
| Australia             | Chrysler Australia                        | Keswick, Australia Meridionale       | 1951          | 1964          | Motori e parti carrozzeria | |
| Australia             | Chrysler Australia                        | Clovelly Park, Australia Meridionale | 1964          | 1980          | Auto | |
| Australia             | Chrysler Australia                        | Lonsdale, Australia Meridionale      | 1968          | 1980          | Motori e componenti | |
| Australia             | Chrysler Australia                        | Fishermans Bend, Victoria            | 1965          | 1972          | Motori e parti carrozzeria | |
| Belgio                | Chrysler Antwerpen                        | Anversa                              | 1926          | 1958          | Assemblaggio di modelli CKD americani per Europa e Medio Oriente | |
| Canada                | Pillette Road Truck Assembly              | Windsor                              | 1975          | 2003          | Dodge Ram Van Dodge Ram Wagon | K |
| Francia               | Poissy Assembly                           | Poissy                               | 1958          | 1978          | gamma ereditata Simca, Chrysler 180, Simca 1307, Simca Horizon | ex Simca, venduta al Groupe PSA nel 1978 ed ancora aperta. |
| Messico               | Lago Alberto Assembly                     | Città del Messico                    | 1930s         | 2002          | Pick up | |
| Paesi Bassi           | Rotterdam Assembly                        | Rotterdam                            | 1958          | 1970          | Chrysler Europe | |
| Sudafrica             | Chrysler South Africa                     | Elsie's River, Città del Capo        | 1956          | 1975          | Assemblaggio di CKD, vari modelli Chrysler, Dodge e Plymouth con configurazione con guida a destra                                                                                                  | |
| Spagna                | Villaverde Assembly                       | Villaverde, Madrid                   | 1965          | 1978          | Camion Barreiros, Dodge Dart, Dodge 3700, Simca 1100, Simca 1200, Chrysler 180, Simca 1307, Simca 1500                                                                                              | ex Barreiros, ceduto al Groupe PSA nel 1978 e tuttora aperto, impianto selezionato per la nuova C4.                                                                              |
| Regno Unito           | Biscot Road plant                         | Luton                                | 1964          | ?             | assali e cambi per autocarri | ex Rootes Group, già stabilimento principale di Commer. Chiusa. |
| Regno Unito           | Dunstable Assembly                        | Dunstable                            | 1964          | 1978          | Commer FC, Commer Walk-Thru, Commer serie V e C Maxiload, Karrier Bantam, Karrier Gamecock, Dodge 500, Dodge 100 "Commando"                                                                         | ex Rootes Group, venduta a Groupe PSA nel 1978 e successivamente rivenduta a Renault. Nel 1992 fu chiusa.                                                                        |
| Regno Unito           | Kew Assembly                              | Kew (Londra)                         | 1920s         | 1967          | Auto americane CKD fino agli anni '30, camion inclusi Dodge 100 "Kew", Dodge 300, Dodge 500, Dodge D series (medium duty) e Fargo derivati                                                          | la prima produzione di automobili includeva modelli Chrysler, DeSoto e Dodge, che venne chiusa quando la produzione passò all'ex stabilimento Rootes di Dunstable.               |
| Regno Unito           | Linwood Assembly                          | Linwood                              | 1964          | 1978          | Hillman Imp e derivati, gamma Rootes Arrow, Chrysler Avenger, Chrysler Sunbeam | ex Rootes Group, venduta a Groupe PSA nel 1978. Nel 1981 fu chiusa. |
| Regno Unito           | Maidstone plant                           | Maidstone                            | 1964          | ?             | motori di pick up | ex Rootes Group, già stabilimento di Tilling-Stevens. Negli anni '70 fu chiusa.                                                                                                  |
| Regno Unito           | Ryton Assembly                            | Ryton-on-Dunsmore, Warwickshire      | 1964          | 1978          | Hillman Minx / Super Minx / Husky e derivati, Sunbeam Rapier, Humber Hawk / Super Snipe, gamma Rootes Arrow, Hillman Avenger, Chrysler Alpine, anche Talbot Horizon progettato da Chrysler del 1980 | ex Rootes Group, venduto a Groupe PSA 1978. Nel 2006 fu chiusa. |
| Regno Unito           | Stoke plant                               | Stoke Aldermoor, Coventry            | 1964          | 1978          | motori, componenti, sede del Gruppo Rootes | ex Rootes Group, ex stabilimenti Hillman e Humber adiacenti. Venduto a Groupe PSA nel 1978. Chiuso.                                                                              |
| Regno Unito           | Whitley plant                             | Whitley, Coventry                    | 1969          | 1978          | Chrysler Europe design e sede di ingegneria | L'ex impianto missilistico Hawker Siddeley acquistato nel 1969, venduto al Groupe PSA nel 1978 e rivenduto a Jaguar Cars nel 1985.                                               |
| Stati Uniti d'America | Conner Avenue Assembly                    | Detroit                              | 1966          | 2017          | Dodge Viper Motore Viper V10 | Chiuso il 31 agosto 2017. |
| Stati Uniti d'America | DeSoto Wyoming Ave                        | Detroit                              | Unknown       | 1959          | Auto DeSoto | |
| Stati Uniti d'America | Detroit Axle (Eldon Avenue Gear and Axle) | Detroit                              | 1917          | 2010          | Assali e differenziali | |
| Stati Uniti d'America | Dodge Main                                | Hamtramck, Michigan                  | 1914          | 1980          | Dodge Brothers auto / pick up; Body "A", Body "B", Body "E", Body "F" | Era la struttura originale della Dodge Brothers. Sede riproposta come Assemblea GM Detroit / Hamtramck.                                                                          |
| Stati Uniti d'America | Evansville Assembly Plant                 | Evansville                           | 1919          | 1959          | Graham Bros.Trucks, Dodge Trucks & Automobiles, Plymouth Automobiles, munizioni automatiche calibro 45, scafi per idrovolante anfibio Grumman UF-1                                                  | Produsse la 1.000.000ª vettura di Plymouth nel 1953. La produzione si trasferì nel nuovo stabilimento di Fenton, Missouri nel 1959 per sfruttare i costi di trasporto inferiori. |
| Stati Uniti d'America | Huber Foundry                             | Detroit                              | 1966          | 1982          | fusioni pesanti | |
| Stati Uniti d'America | Indianapolis Foundry                      | Indianapolis                         | 1890          | 2005          | Blocchi motore in ghisa | |
| Stati Uniti d'America | Jefferson Avenue Assembly                 | Detroit                              | 1907          | 1990          | Vari modelli di Chrysler, DeSoto, Dodge e Plymouth | |
| Stati Uniti d'America | Kenosha Engine                            | Kenosha                              | 1917          | 2010          | Motori Chrysler LH engine | |
| Stati Uniti d'America | Los Angeles (Maywood) Assembly            | City of Commerce (California)        | 1920s         | 1971          | Body "A", Body "B", Body "E" | |
| Stati Uniti d'America | Lynch Road Assembly                       | Detroit                              | 1928          | 1980          | Vari modelli di Chrysler, DeSoto, Dodge e Plymouth | |
| Stati Uniti d'America | Mound Road Engine                         | Detroit                              | 1953          | 2002          | Motori Chrysler LA engine | |
| Stati Uniti d'America | Newark Assembly                           | Newark                               | 1951          | 2008          | Dodge Durango Chrysler Aspen | F |
| Stati Uniti d'America | Saint Louis Assembly North                | Fenton                               | 1966          | 2009          | Dodge Ram | J |
| Stati Uniti d'America | Saint Louis Assembly South                | Fenton                               | 1959          | 2008          | "S" Body (minivans) | B |
| Stati Uniti d'America | Graham Brothers Dodge Plant               | Stockton                             | 1926          | 1954          | Dodge B Series e Plymouth Model U | |
| Stati Uniti d'America | Twinsburg Stamping                        | Twinsburg                            | 1957          | 2010          | Stampaggi in metallo | |
| Stati Uniti d'America | Winfield Foundry                          | Detroit                              |               |               | | |

## Joint venture
| Nazione | Nome                   | Località | Anno apertura | Prodotto                         | Proprietà                                                    |
| ------- | ---------------------- | -------- | ------------- | -------------------------------- | ------------------------------------------------------------ |
| Egitto  | Arab American Vehicles | Cairo    | 1977          | Jeep Liberty Jeep J8 Jeep TJL-J8 | 51% Arab Organization for Industrialization 49% Chrysler LLC |